# Konstkritik
Konstkritik av (franska critique, av grekiska kritikē (te'chnē) 'bedömandets konst', av kritiko's 'kritisk', 'avgörande', av kri'nō 'avgöra', 'bedöma') är ett sätt att beskriva, tolka och värdera konstverk, oftast framfört via massmedia. Den samtida konstkritiken har sin rötter i 1700- och 1800-talen, och uppstod i grupperingar som fokuserade på den estetiska upplevelsen, som försökte hävda konstens egenvärde och beskriva dess innehåll och former. Konstkritik har utvecklat två riktlinjer. Dels konstkritikens teori, metod och historia och dels hur konsten speglats i kritisk text. Konstkritiker är uttolkare av samtida konsthändelser – som utställningar, offentliga konstverk eller konstdiskussioner. Kritiker fungerar också som opinionsbildare, idégivare och utställningsorganisatörer.
Konstkritik återfinns i dagstidningar, tidskrifter, radio, tv och internet. Kritiken omfattar aktuella konsthändelser som utställningar där konstnärer offentliggör sitt verk och kritikerns roll är då att inleda det offentliga samtalet om konstverken, genom att informera om, beskriva och tolka samt ta värderande ställning till verken.

## Historia
Konstkritik i modern mening uppstår med fransmannen Denis Diderots salongskritik under perioden 1759-1781 där han beskriver sina personliga upplevelser inför de utställda konstverken.[källa behövs] Konstkritikens historia omfattar mötena mellan betraktare och konstverk och de värderande texter eller annat material som dessa möten lämnat efter sig.  
Det tidigast kända omdömet som är gjort mellan betraktare och konstverk är  Plinius d.ä.:s skrift Historia Naturalis (300-talet f.Kr.) Under hellenistisk tid uppstod i Pergamon bruket att skriva krönikor om konstnärer och sätta upp dem enligt en värdeskala. Under de första århundradena efter Kristus började romarna samla konst och en slags "kännare" uppstod. En av de frågor som diskuterades i Rom och Grekland var om avbildningens verklighetsgrad var det främsta, om vad som ansåg vackert eller fult vilket införde en moralisk värdering i diskussionen. Ytterligare en fråga var om ett konstverk skulle vara avslutat eller ofullbordat. Ett problem var också förhållandet mellan färg och form som diskuterades av Aristoteles.
Det tidigaste bildkonsttraktatet  skrevs av Petrarca. Som främsta källa använde han Plinius d.ä. med tillägg av egna kritiska idéer, där han bl.a. skrev att skulpturen stod högre än måleriet och att han föredrog antikens målare framför de samtida. Under slutet av 1300-talet skrev Cennino Cennini Il libro dell'arte där han tog upp relationen mellan färg och teckning, personlig stil samt förhållandet mellan konsten och naturen. Cennini menade att konsten var parallell med naturen – inte identisk. Konsten framställde ting som inte fanns i naturen men på ett sätt som om de var en del av naturen.
Under italienska högrenässansen uppstod en konstkritik som mer liknade den som återkommer under 1900-talet, dvs en utförd av en  skrivande betraktare som inte var konstnärligt utövande utan hade en litterär förankring. Exempelvis Pietro Aretino som formulerade sin kritik i brev som han sände till konstnärer och furstar.
Giorgio Vasaris bok Berömda  renässanskonstnärers liv utkom 1550 och tillsammans med bokens nästa upplaga (1568) klargjorde den noggrant utvecklingen och detaljerna i den italienska konstens historia. Bakgrunden till de värderingar som uttrycktes av renässansens kritiker återfinns i teoretiska arbeten om måleri och arkitektur. Ett sådant tidigt teoretiskt verk var  Commentarii av Lorenzo Ghiberti liksom ett traktat om måleriet, De pictura  som skrevs 1436 av Leone Battista Alberti.
Grunden till det stiliserade värderingsmönster, som hade använts för jämförelse mellan konstnärers arbetssätt och olika skolors särdrag, utvecklades under renässans och barock till en doktrinär inställning. Begreppet "smak" uppstod och det omfattade dels mätbara formella värden och dels odefinierbara känslotoner som ansågs vara viktiga för konstverk. En målning kunde anses bra – även om den inte var genial, men hade smak.
Konstskriftställare under 1600-talet i Italien var Giovanni Pietro Bellori liksom Giovanni Battista Passeri och Filippo Baldinucci. År 1662 skrev Fréart de Chambray ett traktat om måleriets fulländning och gick till attack mot dem som byggde sin konst på färg och inte geometriska regler. De akademiska riktlinjerna fastställdes i boken Entretiens sur les vies et les ouvrages des plus excellents peintres, anciens et modernes av André Félibien.

### 1700-talet fram till år 1845
Under 1700-talets andra del kom de kritiska värderingarna fram i ett direkt möte mellan kritiker och konstverk. Den konst som betraktas är vanligen samtida.  Omkring 1750 skapas begreppet nyklassicism av den tyske målaren Raphael Mengs och bibliotekarien och skriftställaren Johann Joachim Winckelmann. Winckelmann framhöll de antika skulpturernas betydelse för hans egen tids konst och var kritisk mot de barocka skulpturernas naturefterbildande form. Det viktiga i Winckelmanns analyser är att han utgått från ett konstverk och inte från en idé. Viktigaste händelsen under 1700-talet var utvecklingen av salongskritiken i Frankrike, varav den första var Étienne La Font de Saint-Yennes rapport från utställningarna 1747.
Portalfiguren för salongskritik var Denis Diderot som årligen publicerade sin bedömning av Salongerna i Paris 1759–1781. Diderots kritiska verksamhet kom att bli mycket betydelsefull för den följande konstkritiken som med honom hade funnit sin form utanför traktat och biografier. Det personliga mötet mellan betraktare och verk hade fått betydelse genom salongskritikens publikationer och kritiken av den samtida konsten kunde följas av en större publik och inte bara av konstnärer och kännare.
Historieromantikens syn avsatte spår framför allt inom arkitekturen. Den kritiska behandlingen av detta framförs klarast av Augustus Welby Pugin som 1841 gav ut en samling essäer  Contrasts där han kritiserar klassicismen och för fram ett nygotiskt byggnadssätt som det moraliskt nödvändiga och ett socialpolitiskt angrepp på industrialismens byggnadskonst och stadsplanering. Hans upplevelse av sammanhanget mellan religion och arkitektur medförde att han förordade en restaurering och "återställande" av den gotiska katolska kyrkointeriören.
John Ruskins kritik samlades kring ett socialt och estetiska program, vilket har gjort honom till en av de mest betydelsefulla gestalterna inom konstkritikens historia. Han såg medeltiden och dess hantverkstradition som en räddning i en tid då det begynnande industrisamhället utarmade miljön och tingen – och han ville återföda en fysisk närhet till materialen liksom en kärleksfull mentalitet och ett individuellt skapande. I sitt verk Stones of Venice lägger Ruskin grunden för ett social och konstnärligt program som via Bauhaus leder fram till 1900-talets slut. Ruskin anbefallde inte rekonstruktion eller imitation av medeltiden och gotiken utan var emot stilimitation  och ville endast främja en metod och ett synsätt som grundade sig på det han upplevde som medeltida, individualistiskt och personligt skapande. Ruskins system gällande konstens utveckling i formellt hänseende hade till skillnad från Winckelmanns inte några värderande inslag.

### Från år 1845–1945
Georg Wilhelm Friedrich Hegel och Gottfried Semper var förgrundsfigurer inom konstkritiken och historieforskningen under 1800-talet. Jacob Burckhardt behandlade renässansens kultur åtskild från den bildkonstnärliga utvecklingen. Konstkritikerna kom dock att följa Diderots linje att analysera den samtida konst som de mötte på salongerna.
Under 1820-talet kom det nya inom konsten att identifieras med Eugène Delacroix som ställde ut ’’Dante och Vergilius i underjorden’’ på salongen år 1822.  När Delacroix 1831 ställde ut ’’Friheten på barrikaderna’’ på Salongen mottogs den av kritikern Gustave Planche som ett politiskt budskap av en ny, modig konstnär. Den kritiske Planche stödde konstnärer som Delacroix, Antoine-Jean Gros, Géricault och Camille Corot, vilka han menade var målare av abstrakta kvaliteter.
Charles Baudelaire gjorde långa flödande utläggningar om konstverk på salongen 1846 han skrev om borgarens roll som mottagare i konstnärliga sammanhang och kritikerns uppgift, romantikens väsen, färg, förebilder och ideal. Hans förhärligande av Delacroix blir allt hetare med året och denna blir ideal och utgångspunkt för alla jämförelser. Baudelaire resonerar kring teckning, akvarell och den grafiska konsten. Han lägger ut texten till fördel för färgen, snabbheten och syntesen i teckningen. Han fordrar innehåll i konstverk med udd, tragik exotism eller vision vilket han finner hos karikatyristerna som Honoré Daumier och Paul Gavarni. Tragiken och exotismen finner han hos Delacroix.
Théophile Thoré såg ett förnyat intresse för naturen hos Gustave Courbet och Rousseau på De refuserades salong år 1863. Men de nya idéerna gällande realismen som Thoré såg hos Courbet och Rousseau sågs inte positivt av alla kritiker. Théophile Gautier till exempel sökte en skön konst – som han fann hos Ingres, Delacroix och Horace Vernet.
Paris konstliv skakades av en skandal när Émile Zola försvarade Édouard Manets måleri 1866 och hans starka parti för realismen. Zola konstaterade att Courbet inte längre var sann i sin konst vilket man istället fann hos Manet som chockat publiken med målningen ’’Frukost i det gröna’’ som visades på de refuserades salong 1863. Där hade spärren mellan konstverk och betraktare tagits bort och betraktaren var helt utlämnad åt en icke idealiserad värld. Det var denna realism som Zola hyllade. Efter detta ställningstagande kunde Zola inte fortsätta med salongskritik.
Konstinriktningarna under 1880-talet utvecklade en kunskap om formens avskildhet från innehållet. Det blev en revolution som förespråkade ett rent seende utan inblandning av föreställande och berättande bild. Denna nya kunskap fordrade en teoretisk underbyggnad som man fick från den tyska konstvetenskapen och filosofin företrädd av Konrad Fiedler. Fiedlers efterträddes av Adolf von Hildebrand, Alois Riegl och Heinrich Wölfflin som undersökte konsten under 1500- och 1600-talet utifrån detta perspektiv.

## Konstkritik i Sverige

### 1800-talet
Under 1800-talet utvecklades, i Sverige, en rad konstkritiska kanaler till följd av den kommersialisering som skett av konstlivet under 1800-talets mitt. Konstlivets expansion under 1800-talet kom att omfatta ett närmast explosionsartat upprättande av konstmuseer och gallerier. Även konsthandeln växte avsevärt i förhållande till tidigare århundraden. Den nya konstvärlden och institutionerna som växte fram med den, innebar att konsten blev mer tillgänglig för offentligheten, även om dessa rum fortfarande var avsedda för en borgerlig elit snarare än den stora massan. Litografin, xylografin, och andra tryckmetoder möjliggjorde också för människor, som av geografiska eller sociala skäl inte hade tillgång till konstvärlden, att ta del av och betrakta samtidens konst. Den nya tillgängligheten gav också upphov till diskussioner kring konst i såväl tidningar, tidskrifter och böcker.
Till följd av dessa samtal växte en mer professionell konstkritik fram. Denna professionella konstkritik utövades främst av konsthandlare och kritiker som tillsammans "…tillskansade sig ett avgörande inflytande över vilken konst som skulle betraktas som angelägen."
Den konstintresserade allmänheten kunde genom dagstidningen ta del av den nya konstkritiken. I tidningar som Nya Dagligt Allehanda, Aftonbladet, Dagens Nyheter, Svenska Dagbladet, Post- och Inrikes Tidningar, Göteborgs Handels- och Sjöfartstidning publicerades regelbundet kritik av aktuella konstutställningar. 
Att det fanns ett allmänintresse för konst och konstkritik syntes inte minst i samband med den stora nordiska utställningen i Stockholm år 1850 då majoriteten av de största stockholmstidningarna publicerade genomgående kritik av de utställda verken. August Sohlman, redaktör för tidningen Aftonbladet, var en aktiv förespråkare för den nationella konsten och en av de ledande konstkritikerna vid denna tid.
Kännetecknande för 1800-talets konstkritik var nedbrytandet av, och resonemanget kring målningarnas motiv. Kritiken omfattade generellt karaktäriseringen av motivets gestalter, men spekulationer kring konstnärens framställningssätt var också vanligt förekommande i konstkritikernas texter. Några av nyckelpersonerna inom 1800-talets konstkritik var den norske konsthistorikern och kritikern Lorentz Dietrichson som mellan åren 1875 och 1876 gav ut konsttidskriften Tidskrift för bildande konst och konstindustri. Tidningen innehöll såväl samtida utställningsrecensioner som artiklar rörande historisk konst, och etsningar.

### 1900-talet
Konstkritik före sekelskiftet 1900 hade främst utövats av journalister som bedömde konsten utifrån ett innehållsinriktat perspektiv. Vanligast var att man bedömde och analyserade målningarna utifrån deras "…mer eller mindre starka verklighetstrohet." Först vid 1800-talets slut, med skribenter som Tor Hedberg, Edvard Alkman, Karl Wåhlin och Georg Nordensvan i spetsen kom konstkritiken att omformuleras. Kritiken kom istället för att värdera och referera syfta till att förstå och förklara. Hos dessa kritiker fanns en slags objektivitetssträvan och konstnärlig reflektion, som syftade till att angripa målningarnas tekniska sida. Därmed inte sagt att de uppmärksammade det material som använts (som olja, pastell etc.) utan snarare att fokus lades på konstverkets kompositionsschema, stabilitet och rytm. En av sekelskiftets främsta kritiker var August Brunius, som efter Tor Hedberg tog vid som konstskribent i Svenska Dagbladet.
Åren mellan sekelskiftet och första världskriget präglades av en livlig konstdebatt. Den svenska konstpubliken introducerades för de nya strömningarna inom det internationella konstklimatet genom August Brunius bok Färg och Form. I boken som utkom 1913 diskuterade Brunius de aktuella franska konströrelserna, och lyfte fram den franska och nordiska färgkonsten med Henri Matisse som förgrundsgestalt. Brunius ställningstagande för den franskinfluerade expressionismen stämplade honom inte bara som en radikal kritiker och modernistisk förkämpe, utan påverkade även inriktningen för svensk konsthistorieskrivning.
Kritikerkåren mellan åren 1910- och 1920-talet präglades av ett generationsskifte. Den yngre generationens kritiker var generellt mer positivt inställda till vad som i dåtidens språkbruk kallades "ultramodernism".
En av de mest framträdande tidskrifterna som propagerade för den moderna konsten under denna tid var Georg Paulis Flamman, som kom ut mellan åren 1917 och 1921. En annan viktig opinionsbildare kring modern svensk konst var Gösta Olson. 1925 startade Olson tidsskiften Konstrevy som utgavs kontinuerligt ända fram till år 1970.
Konstkritiken efter andra världskriget kom att präglas av en större normfrihet och öppenhet. Till följd av det vidgade konstbegreppet kom även konst som tidigare fallit utanför det traditionella fältet (måleri, skulptur och arkitektur) att integreras i kritikernas verksamhet. 
I mitten av 1950-talet började Ulf Linde sin verksamhet som kritiker. I boken Spejare från 1960 diskuterar Linde betraktarens roll i konstverkets skapande. Lindes kritik omfattade den "…sammansatta process som upplevelsen av ett konstverk innebär."

### Internationella Konstkritikersamfundet
The International Association of Art Critics, (AICA) är en icke-statlig organisation som grundades mellan 1947 Paris. År 1951 erkändes föreningen som en Non-Governmental Organization (NGO) av FN-organet Unesco. Organisationens främsta mål är att stödja konstkritik i alla dess former över hela världen och att hålla jämna steg med disciplinens utveckling. Föreningen består av 4 500 medlemmar indelade i 63 olika sektioner.
Det Svenska konstkritikersamfundet (AICA Sweden) startades 1955 på initiativ av Sten Karling som då var konstkritiker vid Göteborgs-Posten, och professor i konsthistoria, specialiserad på fortifikationsarkitektur i Stockholm. Att en professor stod i spetsen för samfundet innebar att det Svenska Konstkritikersamfundet fick en mer akademisk prägel. 
Svenska konstkritikersamfundet består idag av omkring 260 medlemmar. Sett i förhållande till övriga sektioner i internationella AICA internationella utgör dessa 260 en tämligen stor sektion i förhållande till folkmängden. Orförande i Svenska konstkritikersamfundet (AICA Sweden) är sedan 2014 Linda Fagerström.